# Lääneranna
Lääneranna ist eine Landgemeinde im estnischen Kreis Pärnu.
Die Landgemeinde entstand 2017 durch den Zusammenschluss der Landgemeinden Varbla und Koonga im Kreis Pärnu sowie Lihula und Hanila im Kreis Lääne. Sie ist von der Fläche her die fünftgrößte in Estland. Am 1. Januar 2025 hatte die Landgemeinde 5.003 Einwohner.
Neben dem Verwaltungssitz und der einzigen Stadt Lihula besteht die Gemeinde aus einem Großdorf (Virtsu) sowie 150 Dörfern.